# رجل خالي الذهن
رجل خالي الذهن، هي مجموعة قصصية من تأليف جمال ناجي ونشرت في العام 1989 وقد شكلت هذه المجموعة القصصية تأسيسا لشوط جمال ناجي مع  القصة القصيرة.

## دراسة المجموعة
اعتمد الكاتب أسلوب مباغتة القارئ بالنهايات غير المتوقعة التي لا يمكن بلوغها إلا في السطر الأخير من القصة، إضافة إلى التكثيف الشديد والابتعاد عن الاسترسال. بالنسبة إلى المضمون فيتطرق إلى التفاصيل الحياتية الصغيرة التي قد لا ينتبه اليها الناس في غمرة انشغالهم بالأمور الكبرى، مع أن هذه التفاصيل هي التي تمنح الحياة معناها وقد تقف وراء استمرارها.

## المحتوى
تتكون هذه المجموعة من  اثنتي عشرة قصة قصيرة هي:
1. السترة السوداء
2. خبر لرجل واحد
3. ليل وأشياء كثيرة
4. العلبة
5. ساعتان
6. نباح عتيق
7. العدوى
8. الحزام الذهبي
9. أيام الحسنات
10. حوار
11. من أجل خمسة دنانير
12. البقايا